# Фрейзер, Гарольд
Гарольд Уильям Фрейзер (англ. Harold William Fraser; 26 октября 1872, Вудсток, Онтарио — 4 января 1945, Ottawa Hills, Огайо) — американский гольфист, бронзовый призёр летних Олимпийских игр 1904 года.
На Играх 1904 года в Сент-Луисе Фрейзер участвовал в двух турнирах. В командном он занял 29-е место, и в итоге его команда стала третьей и получила бронзовые награды. В одиночном разряде он занял 29-е место в квалификации, но пройдя в плей-офф, закончил соревнование уже в первом раунде.